# Naruto Shippuden - Il maestro e il discepolo
Naruto Shippuden - Il maestro e il discepolo (劇場版 NARUTO 疾風伝 絆?, Gekijōban Naruto Shippūden: Kizuna) è un film del 2008 diretto da Hajime Kamegaki. È il quinto lungometraggio anime basato sulla serie manga Naruto di Masashi Kishimoto, e il secondo legato alla serie TV Naruto Shippuden. Venne distribuito in Giappone dalla Toho il 2 agosto 2008. La canzone dei titoli di coda si intitola "No Rain No Rainbow" ed è eseguita dagli Home Made Kazoku. Dal 2015 viene distribuito col titolo Naruto Shippuden - Il film: Il maestro e il discepolo.

## Trama
Un gruppo di shinobi attacca Konoha utilizzando degli alianti meccanici alimentati con il chakra. L'attacco dall'alto ha provocato non pochi danni al villaggio. L'offensiva è stata provocata dai ninja del Paese del Cielo e Tsunade rivela che il Paese in questione, durante la seconda grande guerra ninja, si mise contro gli altri cinque Paesi. Nel frattempo Naruto cerca di soccorrere i feriti e, nel farlo, viene aiutato da un misterioso medico dalle notevoli abilità, Shinnou, il quale viaggia di villaggio in villaggio facendosi accompagnare dal suo allievo Amaru. Nel frattempo Orochimaru affida a Sasuke una missione. Kakashi, Shikamaru e Sai riescono a rintracciare le fortezze mobili meccaniche del Paese del Cielo dalle quali sono partiti gli alianti ed ingaggiano una battaglia contro essi. Shinnou ed Amaru decidono di partire e Naruto, Sakura ed Hinata li scortano per un po'.
Dopo alcuni imprevisti Naruto scopre che, in realtà, Amaru è una ragazza.  Ella racconta che, quando era piccola, il suo villaggio l'abbandonò perché era malata e non sapevano come curarla, ma Shinnou si prese cura di lei e, dopo averla guarita, la portò con sé insegnandole tutto quello che sa sulla medicina. Naruto comprende che Amaru, in realtà, è innamorata del suo maestro. Andando avanti, Naruto e gli altri vedono che un villaggio è stato attaccato, proprio come Konoha, dal Paese del Cielo. I ninja nemici colpiscono gravemente Shinnou e lo uccidono e Amaru ne rimane sconvolta. Nel frattempo Hinata viene rapita dai ninja nemici. Naruto e Sakura perdono di vista Amaru e, andando avanti, vedono delle strane rovine antiche. Ad aspettarli c'è Amaru che sembra impossessata da una strana forza oscura. Infatti la ragazza è impossessata dal Senzacoda, un demone malvagio che compare ogni qual volta il mondo è vittima di guerre e disperazioni. Naruto e Sakura lo affrontano, ma il mostro è troppo forte. Naruto, messo alle strette, attiva quattro delle code del Demone Volpe e sconfigge il Senzacoda anche se, in realtà, quello non era il demone, ma solo una sua emanazione.
Naruto perde il controllo del potere della Volpe ma, alla fine, grazie ad un sigillo di Jiraiya, riprende il controllo di sé stesso. Amaru si riprende e sia Naruto che la ragazza si librano nel cielo insieme alle misteriose rovine. La forza portante ed Amaru si addentrano nella struttura volante e, con grande gioia dalla ragazza, Shinnou si rivela essere ancora vivo. Amaru lo abbraccia, ma l'uomo si rivela essere per ciò che è, ovvero il leader del Paese del Cielo; quella del medico dal cuore buono era solo una facciata e lui aveva aiutato Amaru solo per via della tristezza del suo animo che era perfetta per convogliare il "chakra oscuro", un potere che si ottiene dalla disperazione e dalla tristezza della gente, il potere che alimenta la forza del Senzacoda. Inoltre Shinnou aveva simulato la sua morte per incrementare la tristezza di Amaru e per mettere alla prova la forza del Senzacoda. Amaru ne rimane sconvolta.
Shinnou rivela che le rovine non sono altro che una fortezza volante che fu creata dal Paese del Cielo tanto tempo fa. Grazie alla connessione che c'è fra il medico ed il Senzacoda, l'uomo usufruisce del chakra oscuro per incrementare la propria forza riuscendo ad aprire le otto porte del chakra, compresa quella della Morte. Naruto prova ad affrontarlo, ma il suo nemico dimostra di possedere una forza eccezionale. Amaru confessa al suo maestro che lo ama, ma l'uomo le ride in faccia. Naruto si arrabbia e colpisce violentemente Shinnou mettendolo al tappeto. Il ninja di Konoha stava per infierire ulteriormente sul nemico ma, proprio all'ultimo istante, arriva Sasuke che lo ferma. Il giovane Uchiha vuole impossessarsi, per conto di Orochimaru, delle conoscenze mediche di Shinnou, in quanto fu lui ad insegnare al Ninja Leggendario le tecniche mediche proibite.
Tuttavia Shinnou non è interessato ad aiutare Orochimaru e il medico prova ad affrontare Sasuke ma non riesce ad usare il chakra oscuro. Infatti Sasuke rivela che, mentre Shinnou stava affrontando Naruto, il ragazzo aveva bloccato il flusso del chakra oscuro colpendolo con gli Aghi di Mille Falchi. Shinnou scappa e Naruto e Sasuke lo inseguono. Mentre Amaru cerca di andarsene, la ragazza incontra Hinata che è rimasta imprigionata nella fortezza mobile insieme agli abitanti del villaggio che fu attaccato, infatti il Senzacoda si nutre del chakra oscuro derivato dalla loro disperazione. Amaru li libera dalla loro prigionia. Naruto e Sasuke raggiungono Shinnou nella stanza dove si trova il vero corpo del Senzacoda e, per dare una dimostrazione della forza del demone, Shinnou converge il suo chakra e distrugge senza pietà le altre strutture mobili del Paese del Cielo con un solo colpo. Shinnou ed il Senzacoda si uniscono ed affrontano Naruto e Sasuke.
I due ex-compagni si ritrovano in difficoltà ma, liberando il potere della Volpe a Nove Code e del Segno maledetto, riescono a portarsi in vantaggio sul nemico. Alla fine Naruto sconfigge Shinnou ed il Senzacoda con un potente Rasengan. Naruto e Sasuke raggiungono Amaru, Hinata e gli abitanti del villaggio. Amaru chiede a Naruto che fine abbia fatto il suo maestro, ma capisce dallo sguardo del ragazzo che ha fatto una brutta fine e, nonostante tutto, ne rimane delusa. Naruto e Sasuke usano uno degli alianti della fortezza per mettere in salvo Amaru, Hinata e gli altri. Sasuke si separa dal suo ex-compagno, ma Naruto promette che, un giorno, lo riporterà al Villaggio della Foglia. Infine Naruto distrugge la fortezza volante.

## Distribuzione

### Data di uscita
Le date di uscita internazionali sono state:
- 2 agosto 2008 in Giappone
- 29 gennaio 2009 a Hong Kong
- 30 gennaio a Taiwan (火影忍者疾風傳劇場版：絆)
- 27 febbraio 2015 in Vietnam (Naruto Shippuden: Nhiệm Vụ Bí Mật)
- 20 luglio in Italia

### Edizione italiana
Il film fu trasmesso su Italia 1 dal 20 al 26 giugno 2013 diviso in cinque episodi intitolati rispettivamente Attacco dall'alto, Il maestro e il discepolo, Falsa identità, Lotta e Il Senzacoda. Il doppiaggio italiano fu eseguito dalla Logos e diretto da Pino Pirovano su dialoghi di Anna Grisoni (edulcorati rispetto a quelli originali). Fu successivamente distribuito nei cinema per un solo giorno il 20 luglio 2015 dalla Key Films.

### Edizioni home video
Il film fu distribuito in DVD-Video in Giappone il 22 aprile 2009 anche in edizione limitata, mentre in Italia fu pubblicato in DVD e Blu-ray Disc dalla CG Entertainment il 19 gennaio 2016.

## Accoglienza

### Incassi
Il film incassò un totale di 1,16 miliardi di yen nei cinema giapponesi. L'incasso totale in Asia fu di 10 642 859 dollari, mentre in Italia incassò 14 378 euro (calcolando anche l'incasso del film successivo, proiettato nello stesso giorno).

## Altri media
Il 4 agosto 2008 la Shūeisha pubblicò in Giappone, nella collana Jump J Books, la novellizzazione del film, scritta da Masatoshi Kusakabe.